# Tadeusz Sołga
Tadeusz Paweł Sołga (ur. 25 stycznia 1895 w Krakowie, zm. 1 lutego 1946 we Włoszech) – major lekarz weterynarii Wojska Polskiego II RP i Polskich Sił Zbrojnych.

## Życiorys
Tadeusz Sołga urodził się 25 stycznia 1895 w Krakowie lub 8 czerwca 1893 w Końskiem. 
Po zakończeniu I wojny światowej, jako były żołnierz Legionów Polskich został przyjęty do Wojska Polskiego i zatwierdzony do stopnia podporucznika. 
Został awansowany na stopień kapitana w grupie medyków weterynarii ze starszeństwem z dniem 1 czerwca 1919. W 1923 jako oficer Kadry Okręgowego Szpitala Koni VI był odkomenderowana na studia w Akademii Medycyny Weterynaryjnej we Lwowie. W 1924 jako oficer Kadry Okręgowego Szpitala Koni 8 był przydzielony do 8 Dywizjonu Taborów w Toruniu. Następnie zweryfikowany w stopniu kapitana lekarza weterynarii ze starszeństwem z dniem 1 czerwca 1919. Na przełomie lat 20. i 30. był lekarzem weterynarii 2 Pułku Szwoleżerów w Starogardzie. W tym okresie został awansowany na stopień majora lekarza weterynarii ze starszeństwem z dniem 1 stycznia 1930. Do 1939 figurował pod adresem ul. Juliusza Słowackiego 9 m. 5 w Jarosławiu.
Podczas II wojny światowej został żołnierzem Wojska Polskiego we Francji, działał w ruchu oporu w Belgradzie oraz był więziony przez Niemców w obozie w Dachau. Został oficerem Polskich Sił Zbrojnych w stopniu majora. Zmarł 1 lutego 1946. Po ekshumacji został pochowany na cmentarzu polskim w Casamassima (miejsce 4-B-1).
Był żonaty z Marią Lewicką z domu Okulicz (1896-1973), z którą miał synów Zygmunta (1919-1972), Zbigniewa (1928-1983) i Jerzego (zm. 2016).

## Odznaczenia
- Krzyż Niepodległości
- Krzyż Walecznych[15]